# La Neuville-sur-Ressons
La Neuville-sur-Ressons è un comune francese di 227 abitanti situato nel dipartimento dell'Oise della regione dell'Alta Francia.

## Società

### Evoluzione demografica
Abitanti censiti